# Centro de interpretação

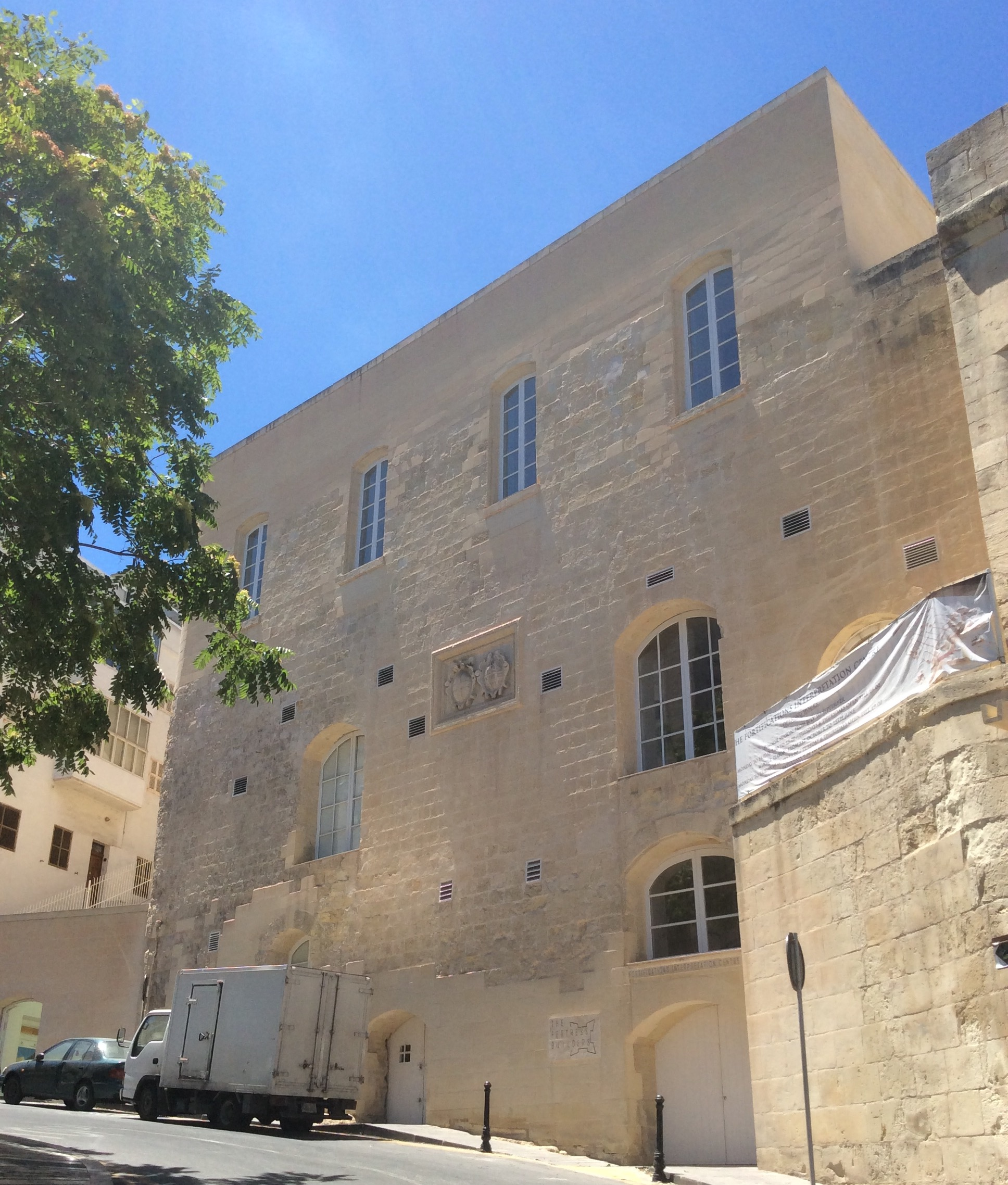
O Centro de Interpretação das Fortificações em Valletta, Malta

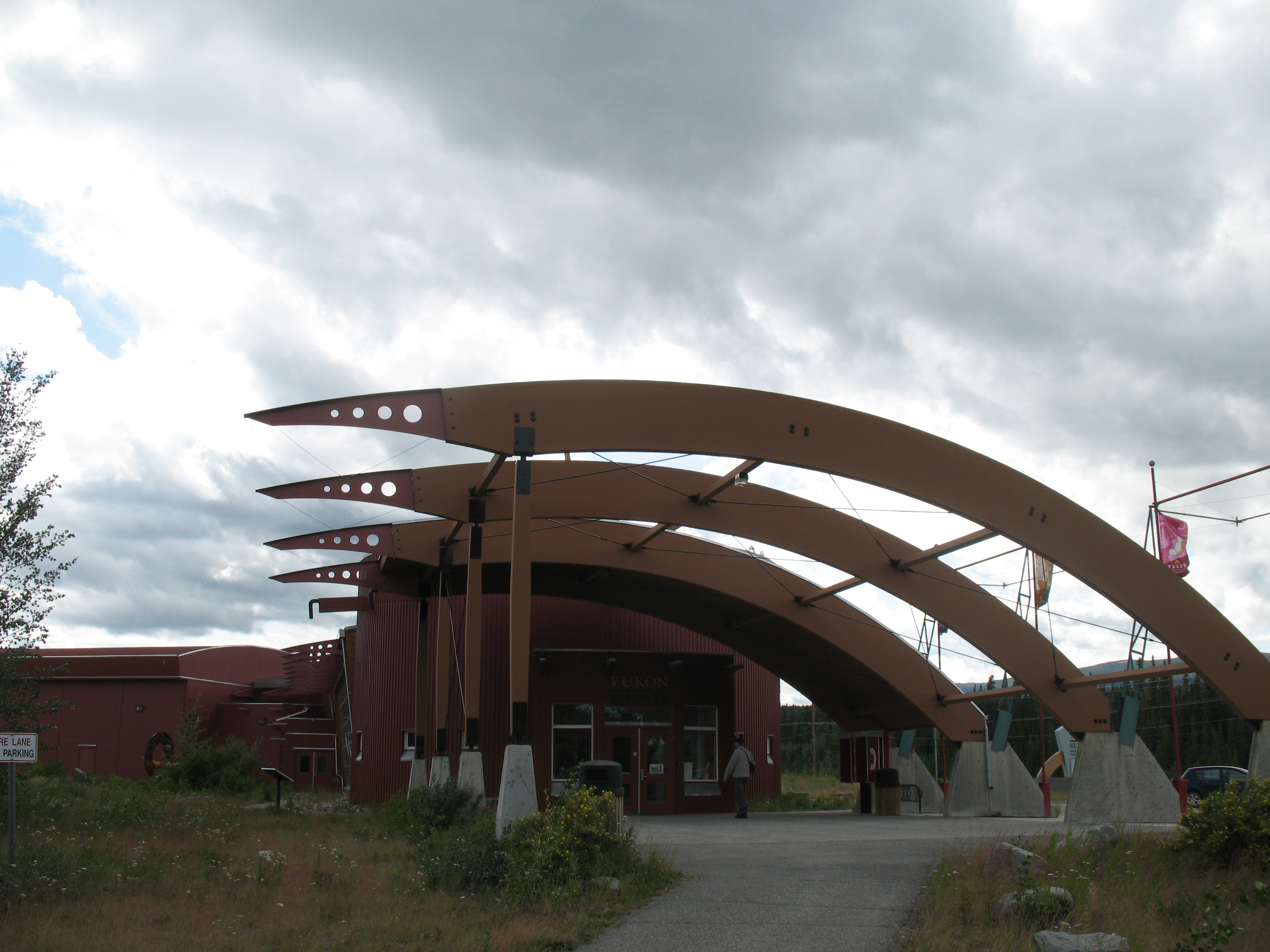
Centro De Interpretação Yukon Beringia

Um centro de interpretação ou centro interpretativo é uma instituição focada na disseminação do conhecimento do patrimônio cultural ou natural. Os centros de interpretação sugiram como um novo tipo de museu, muitas vezes associados a centros de acolhimento de visitantes ou a ecomuseus, localizado em conexão a sítios de âmbito cultural, histórico ou natural.
Os centros de interpretação utilizam diferentes meios de comunicação para melhorar a compreensão do património. De forma a auxiliar e estimular o processo de conexão emocional e intelectual do visitante ao património, a principal estratégia de apresentação tende a ser mais amigável e interativa, usando muitas vezes cenografia, exposições e programas multimédia. Muitos centros de interpretação têm exposições temporárias relacionadas com um aspecto específico do local onde estão instalados.
Um centro de interpretação pode ser uma solução viável para a comunicação efetiva de informação sobre o património de municípios e áreas rurais onde os recursos podem não serem suficientes para instalar um museu tradicional, completo e onde o património pode ser um fator importante para o desenvolvimento do turismo.
Ao contrário dos museus tradicionais, os centros de interpretação, geralmente, não visam coletar, conservar e objectos de estudo; são instituições especializadas na comunicação da importância e do significado do património. Trabalham para educar e consciencializar. As tarefas não essenciais de conservação e pesquisa são geralmente executados por empresas externas especializadas.

## Em Portugal

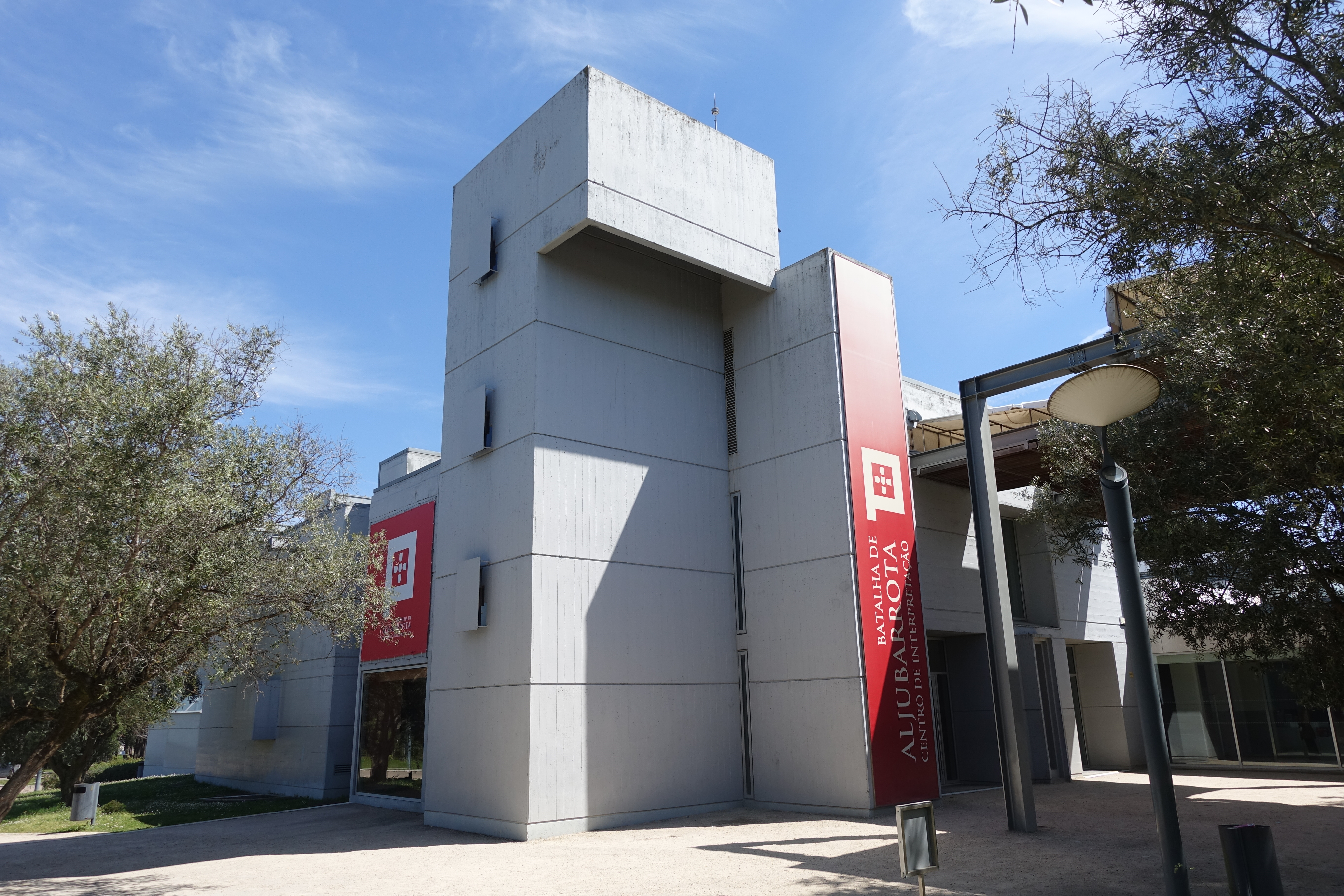
Centro de Interpretação da Batalha de Aljubarrota

Em Portugal destaca-se a existência de um número significativo de centros de interpretação, de diferentes tipologias:

### Histórico
- Centro de Interpretação da Batalha de Aljubarrota (Porto de Mós);
- Centro de Interpretação da Batalha dos Atoleiros (Fronteira);
- Centro de Interpretação da Batalha do Vimeiro (Lourinhã);
- Centro de Interpretação do Românico (Lousada);
- Centro de Interpretação das Linhas de Torres (Arruda dos Vinhos);
- Centro de Interpretação Templário – Almourol (Vila Nova da Barquinha);
- Centro de Interpretação do Património Rafael Monteiro (Sesimbra);
- Centro de Interpretação “Mortágua na Batalha do Bussaco” (Mortágua);
- Centro de Interpretação da História Militar de Ponte de Lima (Ponte de Lima);
- Centro de Interpretação do Património Islâmico (Silves);
- Centro de Interpretação de Almada Velha (Almada);
- Centro de Interpretação da Escultura Românica (Penafiel);
- Centro Interpretativo do Mosteiro de Santa Clara-a-Velha (Coimbra).

### Ambiental
- Centro de Interpretação da Serra da Estrela (Seia);
- Centro de Interpretação e Informação do Montemuro e Paiva (Castro D'Aire);
- Centro de Acolhimento e de Interpretação do Parque Florestal de Monsanto (Lisboa);
- Centro de Interpretação Ambiental da Serra de Montejunto (Cadaval);
- Centro de Interpretação Ambiental da Pedra do Sal (Cascais);
- Centro de Interpretação de Alqueva (Alqueva);
- Centro de Interpretação da Natureza - Vinhais (Vinhais);
- Centro de Interpretação da Paisagem da Cultura da Vinha da Ilha do Pico (São Roque do Pico);
- Centro de Interpretação Ambiental - Valongo (Valongo);
- Centro de Interpretação Ambiental e Cultural do Corvo (Corvo);
- Centro de Interpretação de Aves Selvagens do Corvo (Corvo);
- Centro de Interpretação para a Lagoa de Óbidos (Óbidos);
- Centro de Interpretação da Serra d'Arga (Caminha);
- Centro de Interpretação Ambiental - Mealhada (Mealhada);
- Centro de Investigação e Interpretação Geológica de Canelas-Arouca (Arouca);
- Centro de Interpretação Ambiental da Caldeira Velha (Ribeira Grande);
- Centro de Informação e Interpretação de Mondim de Basto (Mondim de Basto);
- Centro de Informação e Interpretação de Vila Real (Vila Real);
- Centro de Interpretação do Parque Natural de Montesinho (Vinhais);
- Centro Interpretativo da Lorga de Dine (Fresulfe);
- Centro de Interpretação da Torre (Torre);
- Centro de Interpretação da Serra do Açor (Benfeita);
- Centro de Interpretação do Paul de Arzila (Arzila);
- Centro de Interpretação Subterrâneo da Gruta – Algar do Pena (Parque Natural das Serras de Aire e Candeeiros);
- Centro de Interpretação da Mata dos Medos (Fonte da Telha);
- Centro de Interpretação do Monte do Paio (Vila Nova de Santo André);
- Centro de Interpretação Ambiental de Castelo Branco (Castelo Branco);
- Centro Interpretativo da Biodiversidade de Terras de Idanha (Segura);
- Escola da Água - Centro de Interpretação (Arrifana, Condeixa-a-Nova);
- Centro de Interpretação das Minas de Argozelo (Vimioso);
- Museu do Quartzo - Centro de Interpretação Prof. Galopim de Carvalho (Viseu);
- Centro de Interpretação Ambiental do Boqueirão (Ilha das Flores);
- Centro de Interpretação da Fajã da Caldeira de Santo Cristo (Ilha de São Jorge);
- Centro de Interpretação da Serra de Santa Bárbara (Ilha Terceira);
- Casa dos Fósseis - Centro de Interpretação Dalberto Pombo (Ilha de Santa Maria);
- Centro de Interpretação do Vulcão dos Capelinhos (Ilha do Faial);
- Centro de Interpretação Científico Ambiental das Grutas da Moeda (São Mamede);
- Centro de Interpretação das Minas de Ouro de Castromil e Banjas (Paredes);
- Centro Interpretativo do Território de Sambade (Alfândega da Fé);
- Centro de Interpretação do Lobo Ibérico (Mértola);
- Centro de Interpretação do Rio Mezio (Lousada).

### Outros
- Centro de Interpretação da Reserva Mundial de Surf da Ericeira (Ericeira);
- Centro de Interpretação e Promoção do Vinho Verde (Ponte de Lima);
- Centro de Interpretação de Vila do Bispo (Vila do Bispo);
- Centro de Interpretação do Território (Ponte de Lima);
- Centro de Interpretação do Farol dos Capelinhos (Horta);
- Centro de Interpretação Turística de Pedrógão Grande (Pedrógão Grande);
- Centro de Interpretação do Vale de Bestança (Cinfães).